# Walter Adolf Langleist
Walter Adolf Langleist (* 5. August 1893 in Dresden; † 28. Mai 1946 in Landsberg am Lech) war ein deutscher SS-Oberführer und Lagerkommandant des KZ-Außenlagerkomplexes Mühldorf. Als Kriegsverbrecher wurde Langleist in den Dachauer Prozessen zum Tode verurteilt und hingerichtet.

## Leben
Langleist war von Beruf Mechaniker und Vater eines Kindes. Im Ersten Weltkrieg Soldat, trat er zum 1. Oktober 1930 der NSDAP (Mitgliedsnummer 352.801) und 1931 der SS bei (SS-Nummer 8.980). In der SS wurde er am 20. April 1939 zum Oberführer befördert und leitete zeitweise den SS-Abschnitt XIII in Stettin. 
Nach dem deutschen Überfall auf Polen im September 1939 war Langleist in Bromberg (polnisch: Bydgoszcz) Führer des Volksdeutschen Selbstschutzes, einer aus Angehörigen der deutschen Minderheit in Polen gebildeten paramilitärischen Organisation. Bis Oktober 1940 wieder als SS-Oberführer in Stettin, war Langleist Ende 1939 und Anfang 1940 an der Ermordung von Patienten der Heil- und Pflegeanstalten in Pommern beteiligt. Auf Initiative des Gauleiters für Pommern, Franz Schwede sollten die Patienten in angrenzende polnische Gebiete gebracht werden. Im Herbst 1939 wurden dort etwa 1400 Patienten aus Pommern von der SS erschossen; weitere 1000 wurden im Frühjahr 1940 in Gaswagen ermordet. Von Anfang 1939 bis September 1941 sank die Zahl der Betten in den Heil- und Pflegeanstalten der Provinz von 7600 auf 2800. Ein Teil der freigewordenen Anstalten wurde von der SS genutzt.
Ab 1941 gehörte Langleist der Waffen-SS an, zuletzt im Rang eines SS-Sturmbannführers der Reserve. Spätestens ab Juni 1941 war er in leitender Funktion bei der Wachmannschaft des KZ Buchenwald, dem SS-Totenkopf-Sturmbann. Im April 1942 wurde er Kommandeur der Wachmannschaft im Konzentrationslager Majdanek in Lublin. Langleist gehörte auch zum Personal des KZ Warschaus, möglicherweise war er zeitweise der dortige Lagerkommandant. Von August 1943 bis Mai 1944 führte er das Kommando über die Wachmannschaft im KZ Dachau. 
Im September 1944 wurde Langleist in ein Außenlager des KZ Dachau im KZ-Außenlagerkomplex Kaufering versetzt. In diesem Gebiet entstanden elf Außenlager; die Häftlinge wurden als Zwangsarbeiter beim Bau eines halbunterirdischen Betonbunkers eingesetzt, in dem Jagdflugzeuge produziert werden sollten. Langleist leitete als Kommandant diese Außenlager. Ende Oktober oder Anfang November 1944 wurde er in Kaufering abgelöst, da er den Forderungen des Bauleiters des Rüstungsprojektes nach mehr sanitären Anlagen und einer Entlausungseinrichtung in den Lagern nicht entsprochen hatte.
Langleist wechselte anschließend als Kommandant in den KZ-Außenlagerkomplex Mühldorf. Laut Nachkriegsaussagen, unter anderem von Oswald Pohl, scheint Langleist sich in Mühldorf bemüht zu haben, die dortigen Lager aus dem Unterstellungsverhältnis unter das KZ Dachau zu lösen. So habe er einen SS-Oberscharführer zu seinem Adjutanten gemacht, ohne dass dieser seinem Rang nach geeignet war und auch keine entsprechende Stelle in Mühldorf vorhanden war.
Nach Kriegsende war Langleist ab dem 15. November 1945 zusammen mit weiteren 39 Angehörigen des Lagerpersonals Angeklagter im Dachau-Hauptprozess, der im Rahmen der Dachauer Prozesse stattfand. Die Anklage vor dem amerikanischen Militärgericht lautete auf „Verletzung der Gesetze und Gebräuche des Krieges“, gleichermaßen gegen Zivilpersonen wie gegen Kriegsgefangene. Innerhalb der Anklage spielte der Begriff des „Common Design“, des gemeinsamen Vorhabens eines Verbrechens, eine zentrale Rolle: Nicht allein die individuellen Taten des KZ-Personals wurden als verbrecherisch angesehen, sondern das System der Konzentrationslager an sich. Im Zuge der Vorermittlungen hatte es sich als schwierig erwiesen, einzelne Verbrechen den Angeklagten zuzuordnen, da nur einige KZ-Häftlinge überlebt hatten, die infolge ihrer Traumatisierung nur unpräzise Aussagen tätigen konnten oder die Namen der Täter nur teilweise kannten.
Langleist wurde am 13. Dezember 1945 ebenso wie 35 weitere Angeklagte zum Tode verurteilt. Das Gericht sah im Fall von Langleist zwei individuelle Exzesstaten als erwiesen an: So habe er einen Häftling in eine Grube geworfen, woran dieser starb. Auch habe Langleist einen anderen Häftling mit einem Stück Holz so geschlagen, dass dieser ebenfalls zu Tode kam. Das Urteil wurde am 5. April 1946 vom Oberbefehlshaber der amerikanischen Streitkräfte in Europa bestätigt, nach einer entsprechenden Empfehlung durch ein „Review Board“ der Armee. Langleist wurde am 28. Mai 1946 im Kriegsverbrechergefängnis Landsberg gehängt.